# James Fairman Fielder

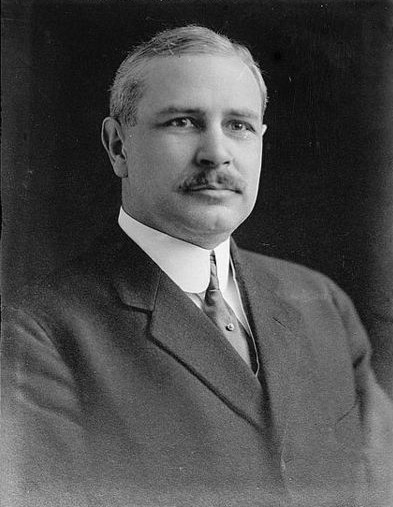
James F. Fielder

James Fairman Fielder, född 26 februari 1867 i Jersey City, New Jersey, 2 december 1954, var en amerikansk politiker och guvernör i New Jersey.

## Tidigt liv
Fielder var son till ledamoten av USA:s representanthus George Bragg Fielder. Han utbildade sig till jurist. Han var medlem av den episkopala kyrkan och av nederländsk och engelsk härkomst.

## Politisk karriär
Fielder var medlem av Demokraterna och var ledamot av New Jerseys parlament från Hudson County, New Jersey, från 1903 till 1904. Han var även ledamot av New Jerseys senat från Hudson County från 1908 till 1913.
När New Jerseys senat samlades i januari 1913 sedan Woodrow Wilson hade vunnit presidentvalet 1912, valde den demokratiska partigruppen Fielder till talman i senaten, medveten om att han skulle komma att bli tillförordnad guvernör när Wilson som dåvarande guvernör skulle avgå för att bli president. Fielder blev tillförordnad guvernör den 1 mars 1913. Fielder avgick själv den 28 oktober 1913, för att åstadkomma en vakans på posten som guvernör och undvika delstatsgrundlagens förbud mot att en sittande guvernör kunde ställa upp i guvernörsvalet. Sedan han blivit "omvald", tillträdde han ämbetet som guvernör igen den 20 januari 1914. Under mellantiden var hans partikamrat Leon R. Taylor tillförordnad guvernör. Han tjänstgjorde en hel mandatperiod och slutade som guvernör den 15 januari 1917. Han efterträddes av republikanen Walter Evans Edge.
Fiedler avled i en hjärtattack i Newark, New Jersey, och är begravd i mausoleet på Fairmount Cemetery, Newark.